# Dmitrij Czistiakow
Dmitrij Jurjewicz Czistiakow (ur. 13 stycznia 1994 w Pikalowie) – rosyjski piłkarz występujący na pozycji obrońcy w rosyjskim klubie Zenit Petersburg. Wychowanek Mietałłurga Pikalowo, w trakcie swojej kariery grał także w takich zespołach, jak FK Rostów, Mika Erywań, Szynnik Jarosław oraz FK Tambow. Reprezentant Rosji.